# يان كينيدي
يان كينيدي (بالإنجليزية: Ian Kennedy)‏ (و. 1984  م) هو لاعب كرة قاعدة، من الولايات المتحدة، ولد في هونتينغتون بيتش، أورانج، كاليفورنيا، يلعب كمرسل مطلق ‏.

## روابط خارجية
- يان كينيدي على موقع دوري كرة القاعدة الرئيسي (الإنجليزية)
- يان كينيدي على موقعبيزبول رفرنس.كوم (الدوري الرئيسي) (الإنجليزية)
- يان كينيدي على موقعبيزبول رفرنس.كوم (الدوري الثانوي) (الإنجليزية)
- يان كينيدي على موقع إي إس بي إن.كوم (أم.أل.بي) (الإنجليزية)
- يان كينيدي على موقع مشجعي الرسوم البيانية (الإنجليزية)